# Written in My Own Heart's Blood
Written in My Own Heart's Blood (Brasil: Escrito com o sangue do meu coração) é o oitavo livro da série de romances Outlander de Diana Gabaldon. Centrado na médica do século 20 que viaja no tempo Claire Randall e seu marido guerreiro escocês do século 18 Jamie Fraser, os livros contêm elementos de ficção histórica, romance, aventura e fantasia.
Publicado em 10 de junho de 2014, Escrito com sangue do meu coração continua a história de amor de Claire e Jamie, bem como os arcos da história de vários personagens do romance anterior, An Echo in the Bone.
Gabaldon anunciou o título do romance em setembro de 2011.

### Enredo
A evacuação britânica da Filadélfia e a subsequente Batalha de Monmouth são os principais eventos do livro baseado na história real.
Claire se casa com John Gray para se proteger depois que Jamie é presumidamente perdido no mar. John e Jamie brigam quando os detalhes são revelados. O enteado de John, William, fica bravo ao descobrir que é filho biológico de Jamie. O sobrinho de Jamie, Ian, se casa com Rachel Hunter, e o irmão de Rachel, Denzell, se casa com a sobrinha de John, Dorothea, na mesma cerimônia. Os Caçadores são Quakers; seu serviço no Exército Continental, mesmo quando não-combatentes, os leva ao ostracismo por outros Quakers.
Claire é ferida em Monmouth, e Jamie se demite do Exército Continental para permanecer ao seu lado. Depois de passar um tempo em Savannah, eles retornam a Fraser's Ridge, seu assentamento agrícola na Carolina do Norte.
A gráfica e a casa do filho adotivo de Jamie, Fergus, são incendiadas. O filho de Fergus, Henri-Christian, morre tentando escapar das chamas.
No século 20, o neto de Jamie e Claire, Jeremiah, é sequestrado. O genro deles, Roger, conhece o pai de Jamie e o seu próprio quando viaja no tempo para pesquisar. Depois que o menino é recuperado, sua família se junta aos Frasers no século 18.

### Personagens
Claire Elizabeth Beauchamp Randall Fraser - Enfermeira/Médica. Nascida em 1918 e casada no século 20 com o professor/historiador Frank Randall, Claire cai pelas pedras em Craigh na Dun, na Escócia, no Beltane (1 de maio), durante sua segunda lua de mel com Frank em 1946, e se encontra no século XVIII em Highlands, Escócia em 1743. Ela é forçada a se casar com James Alexander Malcolm MacKenzie Fraser (Jamie), por quem ela eventualmente se apaixona. Mãe da Faith (natimorta, século 18) e Brianna, mãe adotiva de Fergus e sogra de Marsali. Retornou através das pedras ao século 20 em 1746 para proteger ela e a filha não nascida de Jamie (que nasceu em Boston no século 20). Vinte anos depois, após a morte de Frank Randall, Claire descobre (através da pesquisa de Roger) que Jamie provavelmente não morreu em Culloden, e ela retorna pelas pedras a 1766 para procurá-lo.
James Alexander Malcolm MacKenzie Fraser - Lord de Lallybroch (Escócia) e Fraser's Ridge, Carolina do Norte. Ex-detento da Prisão de Ardsmuir. Marido do século XVIII de Claire, a quem ele carinhosamente chama de "Sassenach". Pai de Faith (natimorto - mãe: Claire), Brianna (mãe: Claire), pai adotivo de Fergus (com Claire), pai biológico de William Ransom (mãe: Geneva Dunsany), ex-padrasto de Marsali e Joan (mãe: ex -esposa Laoghaire), .Lord John William Gray - veterano aposentado da Revolta de 1745 e da Guerra dos Sete Anos. O ex-governador da Prisão de Ardsmuir. Amigo de longa data de Jamie e Claire. Padrasto de William Ransom, irmão de Harold Grey, Duque de Pardloe, e tio de Benjamin, Henry, Adam e Dorothea Grey.
Tenente Lord William Ransom - O 9º Conde de Ellsmere, enteado de Lord John Grey e filho ilegítimo de James Fraser e Geneva Dunsany. Primo dos filhos de Hal Grey, Duque de Pardloe, bem como dos filhos de Jenny e Ian Murray.
Ian Murray - filho de Jenny e Ian Murray, sobrinho de Jamie e Claire, e primo de Fergus, Brianna e William. Adotado no Mohawk, mas retornou ao Ridge com Rollo, seu cão meio-lobo.
Brianna Ellen MacKenzie - Filha de Jamie e Claire nascida no século 20 em Boston e criada por Claire e Frank Randall. Chega no século 18 em 1769. Ela se casa com Roger e eles têm dois filhos: um filho, Jeremiah, conhecido como "Jemmy" e uma filha, Amanda Claire Hope MacKenzie (Mandy).
Roger MacKenzie - Ex-professor e historiador de Oxford, cantor folclórico, ministro e professor de gaélico. Descendente do século XX de Geillis Duncan e Dougal MacKenzie, sobrinho-neto e filho adotivo do Rev. Reginald Wakefield (Outlander), e genro de Jamie e Claire. Chega no século 18 em 1769. Casado com Brianna e pai de Jemmy e Mandy. A família vive na atual Lallybroch, a casa da família Fraser.
Jeremiah Alexander Ian Fraser MacKenzie - filho de Roger e Brianna, nascido na Carolina do Norte colonial do século 18, que como seus pais, a avó Claire e a irmã Amanda, podem viajar no tempo.
Fergus Claudel Fraser - Impressora, batedor de carteiras e espião francês. O filho adotivo de Jamie e Claire. Aparece pela primeira vez em Dragonfly in Amber. Casado com Marsali e pai de Germaine, Joan, Félicite e Henri-Christian.
Marsali Fraser - filha de Laoghaire, enteada e nora de Jamie e nora de Claire. Aparece pela primeira vez na Voyager. Casada com Fergus e mãe de Germain, Joan, Félicité e Henri-Christian.
Henri-Christian Fraser - o filho mais novo de Fergus e Marsali, uma pessoa pequena.
Janet "Jenny" Fraser Murray - A única Lady de Lallybroch, no século 18, casada com Ian Murray Sr. e irmã mais velha de James Fraser, mãe de Jamie, Maggie, Katherine, Michael, Janet e Ian.
Denys Randall-Isaacs - O filho de Alex Randall, filho putativo de Jonathan "Black Jack" Randall, e ancestral de Frank Randall, marido de Claire Fraser no século 20.
Perseverance "Percy" Wainwright Beauchamp - Espião inglês casou-se e entrou para uma família nobre francesa. Ex-amante (e mais tarde, meio-irmão) de Lord John Grey.
Dr. Denzell Hunter - médico Quaker servindo no Exército Revolucionário Americano.
Rachel Hunter - enfermeira Quaker ajudando seu irmão servindo no Exército Revolucionário Americano. Interesse amoroso do jovem Ian Murray.
Rob Cameron - Colega de Brianna no Conselho Hidroelétrico do Norte da Escócia